# Elecciones al Senado de 2008 (Madrid)
Las elecciones al Senado de 2008 se celebraron en la Comunidad de Madrid el domingo 9 de marzo, como parte de las elecciones generales convocadas por Real Decreto dispuesto el 14 de enero de 2004 y publicado en el Boletín Oficial del Estado el día siguiente. Se eligieron los 4 senadores correspondientes a la circunscripción electoral de Madrid, mediante escrutinio mayoritario plurinominal parcial con listas abiertas.

## Resultados
Los comicios resultaron en la elección como senadores de Pío García-Escudero, Alejandro Muñoz-Alonso y Rosa Vindel, los tres del Partido Popular) y de Enrique Cascallana (del Partido Socialista Obrero Español). El escrutinio completo y definitivo se detalla a continuación.
| Candidato                                 | Candidato                                 | Lista              | Votos     |
| ----------------------------------------- | ----------------------------------------- | ------------------ | --------- |
|                                           | Pío García-Escudero Márquez               | PP                 | 1 704 737 |
|                                           | Alejandro Muñoz-Alonso Ledo               | PP                 | 1 677 388 |
|                                           | María Rosa Vindel López                   | PP                 | 1 668 392 |
|                                           | Enrique Cascallana Gallastegui            | PSOE               | 1 322 765 |
| Macarena Elvira Rubio                     | Macarena Elvira Rubio                     | PSOE               | 1 295 196 |
| Luis Fernández Santos                     | Luis Fernández Santos                     | PSOE               | 1 259 560 |
| José Masa Díaz                            | José Masa Díaz                            | IU-CM              | 179 168   |
| Rafael Koldobika Polo Guardo              | Rafael Koldobika Polo Guardo              | IU-CM              | 151 510   |
| Aurora Rodríguez Cabezas                  | Aurora Rodríguez Cabezas                  | IU-CM              | 149 758   |
| Álvaro Pombo García de los Ríos           | Álvaro Pombo García de los Ríos           | UPyD               | 93 984    |
| María Isabel Sanz Montero                 | María Isabel Sanz Montero                 | UPyD               | 75 810    |
| María de los Ángeles Vigil-Escalera Pérez | María de los Ángeles Vigil-Escalera Pérez | UPyD               | 65 808    |
| Mariano Bravo Balbuena                    | Mariano Bravo Balbuena                    | LVCM-LVE           | 23 896    |
| José María Lancho Rodríguez               | José María Lancho Rodríguez               | LV-GV              | 23 224    |
| Ana Isabel Silva Nicolás                  | Ana Isabel Silva Nicolás                  | LV-GV              | 16 253    |
| Concepción Reyero Álvarez                 | Concepción Reyero Álvarez                 | PACMA              | 15 028    |
| María Gloria Moro Corral                  | María Gloria Moro Corral                  | PC                 | 11 019    |
| Francisco Pablo Somacarrera Molina        | Francisco Pablo Somacarrera Molina        | LV-GV              | 11 017    |
| Raquel García Hernández                   | Raquel García Hernández                   | AN                 | 10 197    |
| Cesáreo Medina Escobar                    | Cesáreo Medina Escobar                    | Cs                 | 9521      |
| Esther Ortiz Antolín                      | Esther Ortiz Antolín                      | Cs                 | 7258      |
| José María Tercero Pérez                  | José María Tercero Pérez                  | PC                 | 7255      |
| José Manuel Yáñez Rodríguez               | José Manuel Yáñez Rodríguez               | UPyD               | 6809      |
| Carlos Joaquín de Miguel Ximénez de Embún | Carlos Joaquín de Miguel Ximénez de Embún | PUM+J              | 6778      |
| Luis Mateos de Vega                       | Luis Mateos de Vega                       | DN                 | 5657      |
| Jorge Juan Morante López                  | Jorge Juan Morante López                  | Cs                 | 5298      |
| Antonio Cremades Fernández                | Antonio Cremades Fernández                | PCPE               | 5267      |
| Ana Pozo Sánchez                          | Ana Pozo Sánchez                          | PUM+J              | 4830      |
| Luis Leopoldo Junquera Prats              | Luis Leopoldo Junquera Prats              | FE de las JONS     | 4791      |
| Ángel Gabriel Álvarez García-Botija       | Ángel Gabriel Álvarez García-Botija       | ABLA               | 4230      |
| Irene Brea Martínez                       | Irene Brea Martínez                       | PNF (NO-FUMADORES) | 4089      |
| Jesús Castro Vázquez                      | Jesús Castro Vázquez                      | CN                 | 3687      |
| Jorge Serrano Paradinas                   | Jorge Serrano Paradinas                   | PUM+J              | 3407      |
| Olvido Inguanzo Inguanzo                  | Olvido Inguanzo Inguanzo                  | PCPE               | 3367      |
| María Rosa García Lavado                  | María Rosa García Lavado                  | ABLA               | 3147      |
| Enrique Calvo Cádiz                       | Enrique Calvo Cádiz                       | ULEG               | 3096      |
| Gabriel Barberá Chamorro                  | Gabriel Barberá Chamorro                  | AMD                | 3000      |
| Jaime Urgell Rubio                        | Jaime Urgell Rubio                        | PCPE               | 2898      |
| Ana María Rivas Rivas                     | Ana María Rivas Rivas                     | ABLA               | 2811      |
| Arantzazu Díez Zearsolo                   | Arantzazu Díez Zearsolo                   | PFyV               | 2789      |
| Rosario Victoria Andia García de Olalla   | Rosario Victoria Andia García de Olalla   | AES                | 2712      |
| Mónica Cabra Izquierdo                    | Mónica Cabra Izquierdo                    | CDEs               | 2621      |
| Ascensión Benito Alberca                  | Ascensión Benito Alberca                  | PSD                | 2446      |
| Jaime Fernández Pacheco López Peláez      | Jaime Fernández Pacheco López Peláez      | AES                | 2025      |
| Fernando Navarro López                    | Fernando Navarro López                    | FA                 | 2003      |
| Jorge Bueno Meléndez                      | Jorge Bueno Meléndez                      | UCiD               | 1993      |
| Josefa Bonifacia Hernández Pradas         | Josefa Bonifacia Hernández Pradas         | TC                 | 1980      |
| María Luisa Gabaldón Maroto               | María Luisa Gabaldón Maroto               | PH                 | 1944      |
| Francisco Torres García                   | Francisco Torres García                   | AES                | 1892      |
| Javier Barberá Lorenzo                    | Javier Barberá Lorenzo                    | AMD                | 1810      |
| Patricia Begoña Sánchez Monasterio        | Patricia Begoña Sánchez Monasterio        | AMD                | 1687      |
| Eduardo Arias Hijas                       | Eduardo Arias Hijas                       | E-2000             | 1589      |
| Francisco Javier Echanove Hernández       | Francisco Javier Echanove Hernández       | CTC                | 1530      |
| José Sánchez Álvarez                      | José Sánchez Álvarez                      | POSI               | 1529      |
| Roberto Juanes Beato                      | Roberto Juanes Beato                      | PFyV               | 1514      |
| Marcos Juan Calleja García                | Marcos Juan Calleja García                | PNF (No-Fumadores) | 1501      |
| Luis Miguel Pérez Soto                    | Luis Miguel Pérez Soto                    | CDEs               | 1382      |
| Jesús José Mariñoso Amesti                | Jesús José Mariñoso Amesti                | PFyV               | 1347      |
| José Luis Corral Fernández                | José Luis Corral Fernández                | MCE                | 1322      |
| Alberto Callejo del Río                   | Alberto Callejo del Río                   | AY!                | 1301      |
| Carlos Batres Arnanz                      | Carlos Batres Arnanz                      | FRENTE             | 1123      |
| Raquel Palencias Cid                      | Raquel Palencias Cid                      | LI                 | 1075      |
| Javier Eduardo Domínguez Hernández        | Javier Eduardo Domínguez Hernández        | PNF (No-Fumadores) | 1069      |
| Joaquín Salguero Cortes                   | Joaquín Salguero Cortes                   | TC                 | 1023      |
| José Ignacio Martínez García              | José Ignacio Martínez García              | PH                 | 1009      |
| Joana Saz Páez                            | Joana Saz Páez                            | E-2000             | 980       |
| Patricia Lecumberri Saiz                  | Patricia Lecumberri Saiz                  | UCiD               | 976       |
| Antonio Manuel Hedilla Álvarez            | Antonio Manuel Hedilla Álvarez            | Comuner@s          | 960       |
| María del Mar Vicente Calvente            | María del Mar Vicente Calvente            | AY!                | 932       |
| Lucio Antonio Rivas Clemot                | Lucio Antonio Rivas Clemot                | TC                 | 930       |
| Alberto Ayala de Cantalicio               | Alberto Ayala de Cantalicio               | NyR                | 912       |
| Carlos Alberto Vázquez Sanjurjo           | Carlos Alberto Vázquez Sanjurjo           | E-2000             | 882       |
| Francisco Javier Sampedro Vacas           | Francisco Javier Sampedro Vacas           | PH                 | 880       |
| Manuela Contreras García                  | Manuela Contreras García                  | SAIn               | 847       |
| Juan Ignacio Callejo del Río              | Juan Ignacio Callejo del Río              | AY!                | 767       |
| Neus Ferrer Vaquer                        | Neus Ferrer Vaquer                        | PLCI               | 712       |
| Rubén Mate Lecumberri                     | Rubén Mate Lecumberri                     | UCiD               | 698       |
| Santiago Casero Peinado                   | Santiago Casero Peinado                   | FRENTE             | 637       |
| Marta Beatriz Fernández Fernández         | Marta Beatriz Fernández Fernández         | FRENTE             | 579       |
| Ana Isabel Pavón Trujillo                 | Ana Isabel Pavón Trujillo                 | NyR                | 527       |
| María Carmen Salvador Vega                | María Carmen Salvador Vega                | SAIn               | 479       |
| Carlos Javier Martínez Cerezal            | Carlos Javier Martínez Cerezal            | SAIn               | 433       |
| Carlos Paz Cristóbal                      | Carlos Paz Cristóbal                      | NyR                | 403       |
| María Carmen Prat Yaqüe                   | María Carmen Prat Yaqüe                   | PNF (No-Fumadores) | 341       |